# الموتى السائرون: الموسم الثاني
ذا واكينغ ديد: الموسم الثاني (بالإنجليزية: The Walking Dead: Season Two)‏ هي لعبة مغامرة رسومية وفيلم تفاعلي على شكل حلقات، مستندة على الكتاب المصور بنفس العنوان ذا والكينغ ديد (وهي تكملة للعبة الأولى) صدرت في عام 2013، وهي متوفرة على أجهزة ويندوز وأو إس 10 وبلاي ستيشن 3 وإكس بوكس 360 وآي أو إس وبلاي ستيشن فيتا وبلاي ستيشن 4 وإكس بوكس ون. اللعبة من تطوير تلتيل جيمز ومن نشر تلتيل جيمز.

## موجز
تبدأ اللعبة بعد عدة سنوات من أحداث الجزء الأول في جورجيا، يتحرك الناجون نحو ميشيغان باتجاه معسكر كبير للناجين هناك. بطلة الموسم الثاني هي الفتاة كليمنتين (تؤدي صوتها: ميليسا هوتشيسون)، وهي فتاة شابة تمكنت من البقاء على قيد الحياة وذلك بفضل مساعدة من بطل الموسم الأول لي إيفرت (يؤدي صوته: ديف فينوي).

## الحلقات
| رقم الحلقة في السلسلة | رقم الحلقة في الموسم | عنوان الحلقة    | تاريخ البث لأوّل مرة |
| --- | -------------------- | --------------- | ------------------- |
| 7 | 1                    | «كل ما تبقى»    | 17 ديسمبر 2013      |
| مع فقدان لي إيفرت وكل شخص تقريبًا كانت تعتبره صديقًا، تستمر كليمنتين في محاولة التأقلم مع حياة تحمل معنى جديدًا للألم. |                      |                 |                     |
| 8 | 2                    | «بيت منقسم»     | 4 مارس 2014         |
| بعد أن اكتسبت أصدقاء وأعداء جدد، وجدت كليمنتين طريقها إلى حياة المزيد من الناجين. الآن، هي تكافح من أجل حياتها ضد الأموات والأحياء. |                      |                 |                     |
| 9 | 3                    | «في طريق الأذى» | 13 مايو 2014        |
| بعد أن التقت بصديقها القديم كيني، أصبحت كليمنتين الآن أسيرة لرجل ينوي إعداد الجيل القادم من البشرية للبقاء على قيد الحياة، بأي وسيلة كانت.                                                                                                |                      |                 |                     |
| 10 | 4                    | «في كل زاوية»   | 22 يوليو 2014       |
| مع تفرق المجموعة وسط حشد من الوحوش الأموات واقتراب ولادة وشيكة، أصبح هدف كليمنتين الوحيد هو العثور على أصدقائها والحفاظ على سلامتهم. |                      |                 |                     |
| 11 | 5                    | «لم يبق وقت»    | 14 اغسطس 2014       |
| ولادة ابن ريبيكا ووفاة الأم بعد ذلك أشعلت معركة جديدة من أجل البقاء، والتي لا يبدو أنها ستنتهي بهدوء. في ظل أقسى الأحوال الجوية التي شهدتها حتى الآن، هل تستطيع كليمنتين حماية العضو الجديد في المجموعة والحفاظ على حياة كل من تهتم بهم؟. |                      |                 |                     |

## وصلات خارجية
- الموقع الرسمي